# Cua de porc

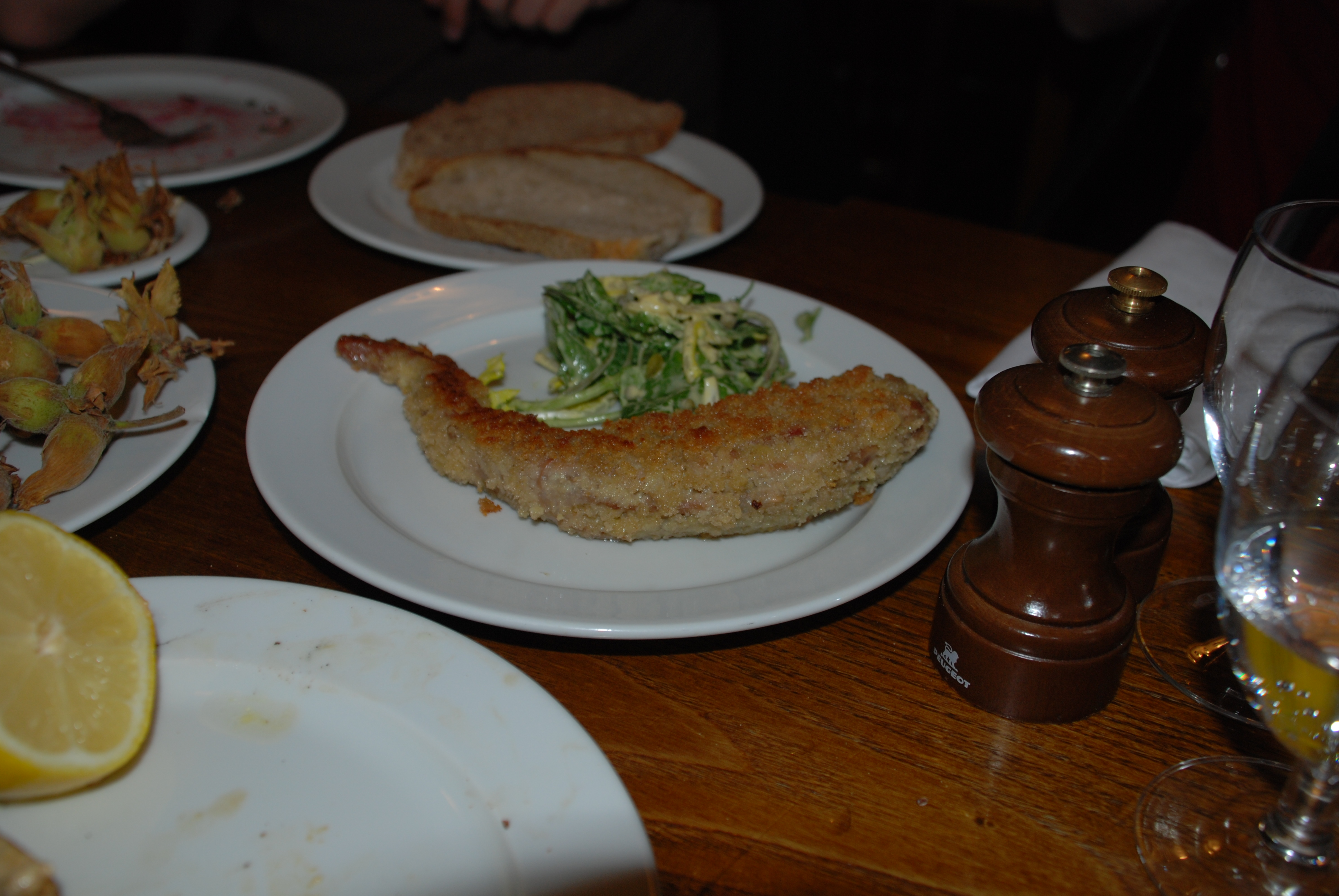
Cua de porc fregit.

La cua de porc és la part posterior del porc, sol ser de consistència cartilaginosa. A la cuina espanyola del nord hi ha plats elaborats amb cua de porc en què és ingredient principal i és cuinat amb llegums (faves, cigrons, etcètera), alguns plats famosos són les: mongetes vermelles amb cua de porc, cua de porc amb salsa, etc. Un altre exemple en la cuina de Zamora és la sanantonada (plat elaborat amb mongetes, orella, cua i cap). Hi ha altres en què és un ingredient secundari, com són: caldereta valenciana, alberges, fabada asturiana, olla de San Antón, etc. Els cues de porc es poden adquirir en carnisseries especialitzades, triperies, etcètera. Sol ser un subproducte de la matança del porc i de vegades pot trobar-se com embotit, adobat o en salaó. Se sol incloure en el botillo. En les creences populars la cua de porc forma part d'un dels atributs del diable juntament amb les potes de cabra. Abans es tenia la creença que els fills dels matrimonis entre familiars propers podien arribar a néixer amb cua de porc (Cent anys de solitud de Gabriel García Márquez).